# Ezequiel Ataliba
Ezequiel Ataliba (Campinas, 19 de maio de 1962) é um ex-futebolista brasileiro que atuava como volante.

## Carreira
Começou a carreira nas categorias de base da Ponte Preta e seguiu para o Ituano anos depois.
No Ituano, Ezequiel se destacou, chamando a atenção de dirigentes corintianos. Depois de um ótimo Campeonato Paulista pelo Ituano, o volante se transferiu para o Corinthians no segundo semestre de 1990, para a disputa do Brasileirão.
Não era titular na equipe que se tornou campeã nacional daquele ano, mas foi um jogador importante no elenco comandado pelo técnico Nelsinho Baptista. Normalmente entrava no lugar de Neto, quando o craque do time já demonstrava cansaço.
Com o passar dos anos, Ezequiel deixou o banco e se tornou titular da equipe corintiana, que ficou no coração do jogador. "A Fiel realmente me marcou. Tenho muitas saudades daquela época. Foi o meu melhor momento como jogador", lembra o ex-meio-campista.
Encerrou a carreira jogando pela Ponte Preta.

## Títulos
Ituano
- Campeonato Paulista de Futebol - Série A2: 1989

Corinthians
- Campeonato Brasileiro Série A: 1990[4]
- Supercopa do Brasil: 1991
- Copa Bandeirantes: 1994
- Taça da Solidariedade: 1994
- Copa do Brasil: 1995
- Campeonato Paulista: 1995[5]